# Faber Mátyás
Faber Mátyás vagy Fabro Mátyás (Altomünster, Bajorország, 1586. február 24. – Nagyszombat, 1653. április 26.) jezsuita rendi áldozópap, tanár, hitszónok és író.

## Élete
A bajorországi Altomünsterben született 1586. február 24-én. Dillingenben végezte el a gimnáziumot, a teológiát pedig Rómában 1607-1611 között. Innen visszatérve Bajorországba először Pitzlingben, majd 1619-ben Wendingben, 1629-ben pedig Neumarktban (Oberpfalz) volt plébános és r. vizitátor, majd az ingolstadti egyház hívta meg, de a meghívást nem fogadta el. Ekkor Pázmány Péter hívására Nagyszombatra jött, ahol haláláig dolgozott.
1649-ben Vindex Vindiciarum, Acatholicae Doctrinae circa Materiam de Justificatione, Quas Germanico Libello, cui Titulus est. Wunderseltzame Abendtheuer, so ausz der Lutherischen Lehr erfolgen, Opposuit M. Joannes Gracza p. t. Gymnasii Novisoliensis Director: Adiectus Pro Save et Catholicae Doctrinae defensione… című művében Gracza János besztercebányai evangélikus iskola igazgatónak 1649 májusában tartott és Trencsinben nyomtatott Vindicinae sanae et catholicae doctrinae című értekezését cáfolta.
1653. április 26-án hunyt el Nagyszombatban.

## Művei
- Concionum opus. 1-3. kötet (1631)
- Auctuarium (1646)
- Vindex Vindiciarum, Acatholicae Doctrinae circa Materiam de Justificatione, Quas Germanico Libello, cui Titulus est. Wunderseltzame Abendtheuer, so ausz der Lutherischen Lehr erfolgen, Opposuit M. Joannes Gracza p. t. Gymnasii Novisoliensis Director: Adiectus Pro Save et Catholicae Doctrinae defensione… (Tyrnaviae, 1649)
- Összes művei 1-10. kötet (Torino, 1898). Németre fordította Schuler-Hofman. 1-9. kötet 1861